# Jean-Yves Clément
Œuvres principales
- Nuits de l’âme : 21 Poèmes sur les 21 Nocturnes de Frédéric Chopin, 2009
- Les Deux Âmes de Frédéric Chopin, 2010
- Franz Liszt : La Dispersion magnifique, 2011
- Glenn Gould ou le Piano de l’esprit, 2016

Jean-Yves Clément est un écrivain, poète, éditeur et organisateur de festivals, né à Bourges le 21 juillet 1959.

## Biographie
Après des études supérieures de philosophie (Nietzsche et l’art) ainsi que des études de piano et de musicologie, Jean-Yves Clément devient directeur de collection au Cherche midi en 1990 (jusqu'en 2012). Il y crée la collection « Amor fati » et publie, entre autres, des textes inédits d’Alain-Fournier, Nietzsche et Jules Renard.
Directeur artistique des Fêtes romantiques de Nohant depuis 1995 et des Rencontres internationales Frédéric Chopin — regroupées sous l’appellation Festival de Nohant en 2010 —, il crée dans ce cadre en 1997 le Prix Pelléas, remis chaque année à Paris au café Les Deux Magots, récompensant « l’ouvrage aux plus belles qualités littéraires consacré à la musique ».
En 1996, il co-fonde également, à Saumur, à la suite d'une suggestion de Jean Carmet, les Journées nationales du livre et du vin.
En 2002, il fonde les Lisztomanias de Châteauroux, un festival de musique où se réunissent des artistes de renommée internationale. Il en est le directeur artistique, ainsi que de Lisztomanias International, association créée en 2012, qui a pour vocation d’exporter le modèle et l’esprit humaniste de Franz Liszt dans le monde.
Animateur sur une antenne de Radio France de 1996 à 2008, conférencier, présentateur de concerts, il est aussi conférencier à l’université populaire de Caen (association loi de 1901 proposant des conférences gratuites et ouvertes à tous) de 2009 à 2018.
En 2011, Jean-Yves Clément a été nommé, par le ministre de la Culture Frédéric Mitterrand, commissaire général de l’Année Liszt en France.
En 2013, il crée avec l’éditeur Christophe Rémond sa propre maison d'édition, généraliste et indépendante, Le Passeur éditeur, dont il est le vice-président.
En 2018, il fonde le festival Correspondances des arts de Braine[réf. souhaitée]. Il en est le directeur artistique.
Depuis le 16 septembre 2020, il est président du conseil d’administration et de l’Assemblée générale de l'Orchestre royal de chambre de Wallonie.
Depuis 2022, il est président du jury au Concours international de piano d'Istanbul.

## Distinctions
- 2012 : Prix « Liszt » du Festival de Grottammare (Italie) pour son ouvrage Franz Liszt : La Dispersion magnifique et son action durant l’Année Liszt (2012) ; promu officier dans l’ordre des Arts et des Lettres par le ministre de la Culture Frédéric Mitterrand[13].
- 2018 : promu commandeur dans l’ordre des Arts et des Lettres par la ministre de la Culture Françoise Nyssen[14].

## Liste de ses œuvres littéraires
- Propos-exutoires, Paris, Le Cherche midi, coll. « Points fixes. Prose », 1990  (ISBN 978-2-8627-4174-1)
- De l’aube à midi, Paris, Le Cherche midi, coll. « Points fixes. Littérature », 1999  (ISBN 978-2-8627-4637-1)
- Variations Chopin : Quarante-huit préludes, Vendœuvres, Lancosme éditeur, 2005  (ISBN 978-2-9121-8427-6)
- 111 notes d’amour : Variations, Paris, Le Cherche midi, 2008  (ISBN 978-2-7491-1110-0)
- Nuits de l’âme : 21 Poèmes sur les 21 Nocturnes de Frédéric Chopin, Paris, Le Cherche midi, 2009  (ISBN 978-2-7491-1644-0)
- Les Deux Âmes de Frédéric Chopin, 1re éd. Paris, Presses de la Renaissance, 2010  (ISBN 978-2-7509-0397-8) ; 2e éd. Paris, Le Passeur éditeur, coll. « Sursum Corda », 2017  (ISBN 978-2-3689-0531-9)
- Franz Liszt : La Dispersion magnifique, Arles, Actes Sud, coll. « Classica », 2011  (ISBN 978-2-7427-9523-9)
- Le Chant de toi : Ode, Paris, Le Cherche midi, coll. « Points fixes. Poésie », 2012  (ISBN 978-2-7491-2757-6)
- La Raison des sortilèges : Entretiens sur la musique (avec Michel Onfray), 1re éd. Paris, Autrement, coll. « Universités populaires & Cie. », 2013  (ISBN 978-2-7467-3425-8) ; 2e éd. Paris, Pluriel, coll. « Pluriel », 2015  (ISBN 978-2-8185-0491-8)
- Nietzsche au jour le jour : Un florilège pour tous et pour personne (recueil de citations de Friedrich Nietzsche), Paris, Le Passeur éditeur, 2013  (ISBN 978-2-3689-0022-2)
- De l’aube à midi : Aphorismes[15], Paris, Le Passeur éditeur, 2013  (ISBN 978-2-3689-0047-5)
- Suite lyrique (avec l'artiste peintre Jean-Marc Brunet), Paris, Le Passeur éditeur, 2013  (ISBN 978-2-3689-0060-4)
- Alexandre Scriabine : L'Ivresse des sphères, Arles, Actes Sud, coll. « Classica », 2015  (ISBN 978-2-3300-3904-2)
- Les Pensées : suivies du Dictionnaire des idées reçues (à partir de l’œuvre de Gustave Flaubert), Paris, Le Cherche midi, coll. « Les Pensées », 2015  (ISBN 978-2-7491-4510-5)
- Glenn Gould ou le Piano de l’esprit, Arles, Actes Sud, coll. « Classica », 2016  (ISBN 978-2-3300-6135-7)
- Il faut vivre dangereusement : Une pensée par jour (recueil de citations de Friedrich Nietzsche), Paris, Le Passeur éditeur, 2018  (ISBN 978-2-3689-0631-6)
- Le Retour de Majorque, Paris, éditions Pierre-Guillaume de Roux, 2020  (ISBN 9782363713407)
- Chopin et Liszt: la magnificence des contraires, Paris, Editions Premières Loges, 2021  (ISBN 978-2-84385-388-3)

## Adaptations musicales de ses œuvres
Certaines œuvres de Jean-Yves Clément ont été le sujet de compositions musicales :
- le compositeur Pierre Thilloy a mis en musique des aphorismes de Jean-Yves Clément dans Mysterium Conjunctionis pour sept instruments et mezzo-soprano (2005) ;
- Pierre Thilloy a créé Le Chant de toi, pour soprano et piano, en 2014 ;
- le compositeur Dominique Dupraz a également composé des Chants à partir du Chant de toi, en septembre 2014.

## Spectacles
Il est récitant de ses propres textes écrits sur la musique : Mazurkas, Préludes, Études et Nocturnes de Chopin, Les Sept Dernières Paroles du Christ en croix de Haydn, Le Chant de toi, Via Crucis de Liszt, etc., avec les pianistes Bruno Rigutto, Marc Laforêt, Vardan Mamikonian, Maurizio Baglini, Franck Ciup, etc.

## Pour approfondir